# Oldřich Krpec
Oldřich Krpec (* 20. listopadu 1978 Ostrava) je český politolog, právník, publicista, vysokoškolský pedagog a odborník na hospodářskou politiku.

## Život
Narodil se v listopadu 1978 v Ostravě. V letech 1997 až 2000 úspěšně studoval sociologii na Fakultě sociálních studií Masarykovy univerzity. V roce 2003 poté získal magisterské tituly v oborech politologie (FSS MU) a právo a právní věda (PrF MU). V letech 2003 až 2007 poté studoval mezinárodní teritoriální studia v doktorském studijním programu. Studium v roce 2007 úspěšně absolvoval a získal tak titul Ph.D. V letech 2003 až 2005 působil jako výzkumník na Institutu pro komparativní politologický výzkum. V letech 2004 až 2007 pracoval jako asistent na Katedře mezinárodních vztahů a evropských studií FSS MU, v roce 2007 pak začal působit na této katedře jako odborný asistent. V letech 2008 až 2009 působil jako zástupce vedoucího Mezinárodního politologického ústavu Masarykovy univerzity a v letech 2009 až 2012 poté ústav sám vedl.
Mezi jím napsané publikace patří mj. tituly Národní zájmy v moderní demokracii - Česká republika (2009), Mezinárodní politická ekonomie (2006) nebo Moc a zájmy v mezinárodním systému (2016).